# Saint-Front-d'Alemps
Saint-Front-d'Alemps là một xã, nằm ở tỉnh Dordogne vùng Aquitaine của Pháp. Xã này có diện tích 19,02 kilômét vuông, dân số năm 2004 là 272 người. Xã nằm ở khu vực có độ cao trung bình 122 m trên mực nước biển.

## Hành chính
| Danh sách các xã trưởng                |                  |                 |                  |         |
| Giai đoạn                              | Giai đoạn        | Tên             | Đảng             | Tư cách |
| 1973                                   | tháng 3 năm 2008 | Annie Barnagaud | -                | -       |
| tháng 3 năm 2008                       | đương nhiệm      | Marc Pascual    | không chính thức | hưu trí |
| Tất cả các dữ liệu trước đây không rõ. |                  |                 |                  |         |

## Thông tin nhân khẩu
Nguồn: INSEE  và Cassini 
| 1793 | 1800 | 1806 | 1821 | 1831 | 1836 | 1841 | 1846 | 1851 |
| ---- | ---- | ---- | ---- | ---- | ---- | ---- | ---- | ---- |
| 630  | 641  | 626  | 633  | 593  | 618  | 616  | 583  | 622  |

| 1856 | 1861 | 1866 | 1872 | 1876 | 1881 | 1886 | 1891 | 1896 |
| ---- | ---- | ---- | ---- | ---- | ---- | ---- | ---- | ---- |
| 630  | 624  | 673  | 658  | 677  | 662  | 621  | 601  | 603  |

| 1901 | 1906 | 1911 | 1921 | 1926 | 1931 | 1936 | 1946 | 1954 |
| ---- | ---- | ---- | ---- | ---- | ---- | ---- | ---- | ---- |
| 619  | 606  | 593  | 459  | 469  | 461  | 419  | 397  | 369  |

| 1962                                         | 1968 | 1975 | 1982 | 1990 | 1999 | 2004 | - | - |
| -------------------------------------------- | ---- | ---- | ---- | ---- | ---- | ---- | - | - |
| 311                                          | 306  | 269  | 267  | 285  | 266  | 272  | - | - |
| Số liệu kể từ 1962 : dân số không tính trùng |      |      |      |      |      |      |   |   |